# Juana Ginzo
Juana Ginzo Gómez (Madrid, 21 de julio de 1922-Madrid, 26 de agosto de 2021) fue una actriz y locutora radiofónica española, considerada una de las grandes voces del radioteatro en España.

## Biografía
Nació en Madrid, España. Hija de una cigarrera y de un impresor, tras finalizar la Guerra Civil trabajó limpiando casas. En invierno de 1946 se presentó al concurso de descubrimiento de nuevos talentos, Tu carrera es la radio, dirigido por el estadounidense Robert S. Kieve. Juana tenía 23 años. Se integró en la plantilla de actores de Radio Madrid (Cadena SER) y se convirtió en una de las actrices preferidas de Antonio Calderón, creador de la compañía de actores de la SER en 1942 y en una de las voces más emblemáticas de la radio española. La fama le llegó en 1953 con Diego Valor y sobre todo en 1959 con el serial radiofónico Ama Rosa de Guillermo Sautier Casaseca interpretando el papel de Rosa, una mujer pobre y cristiana que entrega a su hijo recién nacido a un matrimonio con dinero que acaba de perder el suyo y a quien acaba sirviendo años después aguantando el maltrato con resignación. El serial llegó a convertirse en un fenómeno sociológico cuya emisión diaria paralizaba la actividad del país, pendiente de las peripecias del personaje.  
Antonio Calderón dijo de ella: “Es una de las voces más eficaces y brillantes, por la constancia con que ha aceptado todo tipo de papeles, incluso los que no tenían que ver con su personalidad”. Su voz estaba en todas las adaptaciones de las obras del teatro universal que hizo Calderón.
Ginzo explicó en sus entrevistas que «odiaba hacer los seriales y le avergonzaba pero no podía dejarlos porque tenía que comer». Sus personajes eran lo contrario a ella quien se definía como una "roja-feminista". Lola Herrera ha dicho de ella que fue su "maestra de vida" por su libertad y rebeldía.
Gracias a su éxito radiofónico también intervino en algunas películas como La hermana San Sulpicio (1952), de Luis Lucia, Novio a la vista (1954), de Luis García Berlanga, Los ladrones somos gente honrada (1956) y El tigre de Chamberí (1957) o más recientemente, Bearn o La sala de las muñecas (1983), de Jaime Chávarri, Werther (1986), de Pilar Miró, La estanquera de Vallecas (1987), de Eloy de la Iglesia y Antártida (1995), de Manuel Huerga. Por otro lado también trabajó en varios seriales para la BBC en español destinados a América Latina.
Poco antes de la llegada de la democracia en España se incorporó como locutora al programa Hora 25.
Se jubiló a los 60 años. Sus últimas actividades frente a un micrófono fueron sus colaboraciones, primero con Concha García Campoy en Días de radio (1993), de Antena 3 Radio y más tarde, entre 1999 y 2003 en el programa Lo que es la vida que presentaba Nieves Herrero en Radio Nacional de España en cuya tertulia se posicionó en contra de la guerra de Irak.

## Vida personal
En 1946, a los 23 años, Juana Ginzo estaba casada con un tornero y había tenido dos hijos, el primero murió poco después de nacer, el segundo, Juan Antonio Melero Ginzo, tenía meses cuando ella empezó a trabajar en la radio. En 1972 conoció mientras preparaban el primer programa de Hora 25 al que fue su pareja hasta su muerte en 2021, el periodista Luis Rodríguez Olivares, veinte años más joven que ella.

## Premios
- Premio Ondas a la mejor actriz en 1957.[6]
- Antena de Oro (1971).
- Premios Mujeres Progresistas (1991).[7]
- Medalla de Oro al Mérito en el Trabajo (2005).[8]

## Libros publicados
- Mis días de radio. (2004)
- Parejas: el amor y otras libertades. (2002)
- La pasión de vivir con un montón de años. (2000)

## Reconocimientos
Tiene dedicada una calle en el barrio de "La Rosaleda" de Ponferrada.